# Kutac (prapovijesno nalazište)
Kutac je prapovijesno arheološko nalazište, na južnim padinama brda Radovićâ iznad istočnog ulaza u selo Kutac, na lokalitetu Pećini, Grad Vrgorac. Predstavlja zaštićeno kulturno dobro.

## Opis dobra
Vrijeme nastanka: 900. pr. Kr. Na južnim padinama brda Radovići iznad istočnog ulaza u selo Kutac nalazi se lokalitet Pećina. Riječ je pripećku (skloništu ispod stijene) ispod kojeg se po terasama nailazi na veću količinu prapovijesne keramike. Iako nisu provođena nikakva arheološka istraživanja, s obzirom na materijal pronađen po površinama terasa, nalazište je moguće datirati u željezno doba. Nedaleko od Pećine na samom zapadnom ulazu u selo Kutac nalazi se djelomično devastirana prapovijesna gomila (tumul), promjera 10-12 metara. Na površini gomile vidi se grob od kamenih ploča, orijentiran istok-zapad. Po površinskim nalazima keramike gomilu je također moguće datirati u željezno doba.

## Zaštita
Pod oznakom P-4206 zaveden je kao nepokretno kulturno dobro - pojedinačno, pravna statusa preventivno zaštićena kulturnog dobra, klasificirano kao "arheološka baština".